# Impatiens diaphana
Impatiens diaphana är en balsaminväxtart som beskrevs av Joseph Dalton Hooker. Impatiens diaphana ingår i släktet balsaminer, och familjen balsaminväxter. Inga underarter finns listade i Catalogue of Life.